# Wilfrid Labbé
Pour les articles homonymes, voir Labbé.
Wilfrid Labbé est un homme politique québécois, né le 27 avril 1892 à Victoriaville et mort le 12 mai 1975 à Arthabaska.

## Hommages
La place Wilfrid-Labbé à Victoriaville a été nommée en son honneur.